# Matteo 24

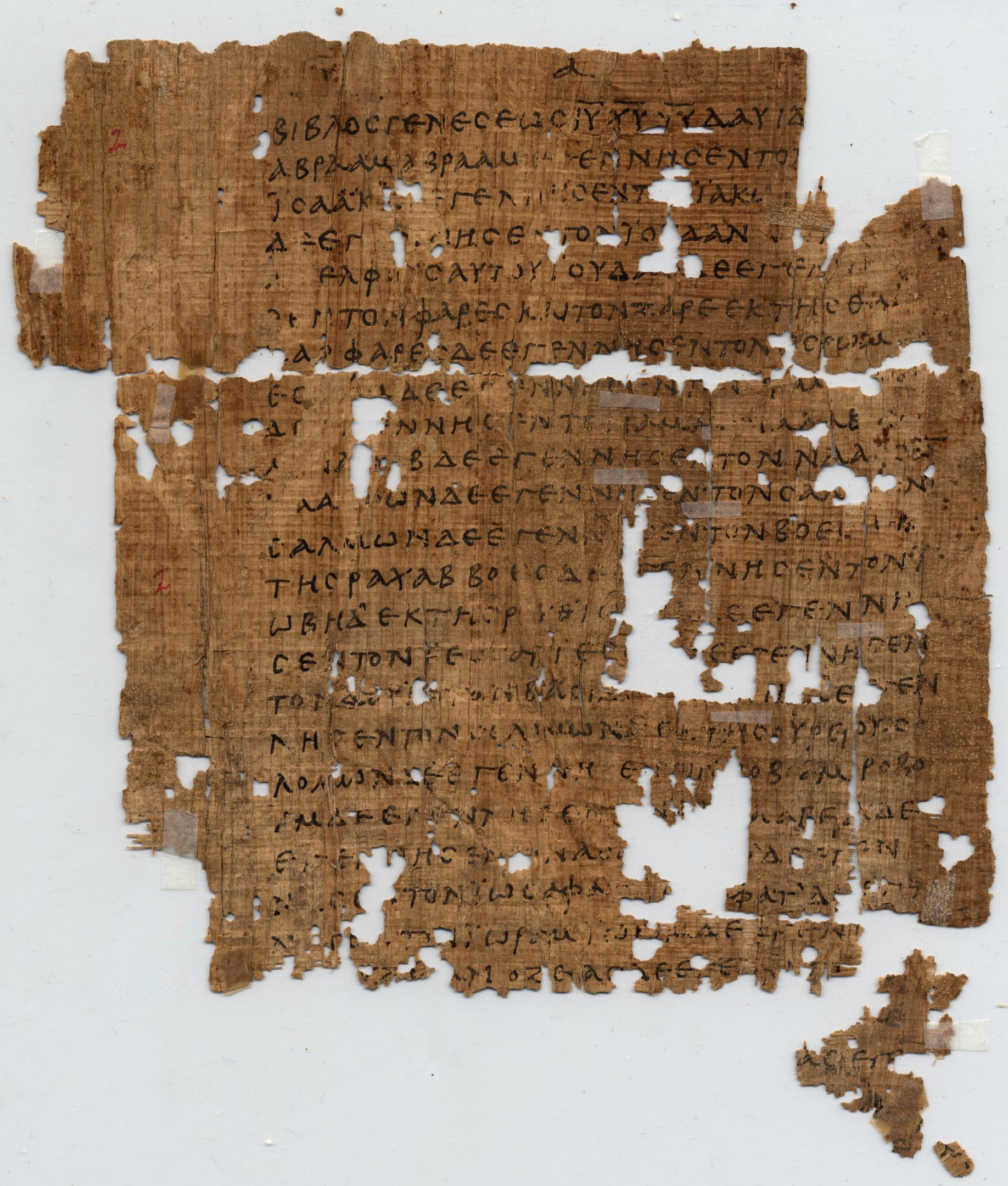
Matteo 1,1-9,12 sul recto del Papiro 1, c. 250.

Matteo 24 è il ventiquattresimo capitolo del vangelo secondo Matteo nel Nuovo Testamento. Il capitolo inizia col discorso olivetano o con la "piccola apocalisse" pronunciata da Gesù, che prosegue in Matteo 25, e contiene la previsione fatta da Gesù della distruzione del tempio di Gerusalemme.

## Testo
Il testo originale era scritto in greco antico. Il capitolo è diviso in 51 versetti.

### Testimonianze scritte
Tra le principali testimonianze documentali di questo capitolo vi sono:
- Codex Vaticanus (c. 325-350)
- Codex Sinaiticus (330-360)
- Codex Bezae (c. 400)
- Codex Washingtonianus (c. 400)
- Codex Alexandrinus (c. 400-440)
- Codex Ephraemi Rescriptus (c. 450)
- Codex Purpureus Rossanensis (VI secolo)
- Codex Sinopensis (VI secolo; versetti 3-12)
- Papiro 83 (VI secolo, versetti 1, 6)

## Gesù predice la distruzione del tempio
Nei precedenti capitoli, Gesù ha insegnato nel tempio e vi ha dibattuto con farisei, erodiani e sadducei. Gesù ed i suoi discepoli hanno quindi lasciato il tempio (Matteo 24,1). Il teologo John Gill ha osservato come Gesù non vi abbia "mai più fatto ritorno". Gesù predice che "non una pietra sarà lasciata sopra l'altra". Tale predizione segue i sentimenti espressi da Gesù in Matteo 23,37-38:
Gerusalemme, Gerusalemme... Ecco: la vostra casa vi sarà lasciata deserta!.
Il fondatore del metodismo, John Wesley, disse che questa previsione fu "puntualmente compiuta" e che il tempio venne appunto distrutto pietra per pietra per ordine del generale romano (poi imperatore) Tito nel 70 d.C.

## Monte degli Ulivi
Gesù e i suoi discepoli procedettero quindi verso il Monte degli Ulivi, dove ebbe luogo una conversazione "privata" riguardante "la fine dei tempi". Le parole di Gesù qui sono riportate da alcuni commentatori come "piccola apocalisse" o "discorso olivetano". Gesù appare essere salito sul monte coi suoi discepoli (Matteo 24,3), ma che solo Pietro, Giacomo, Giovanni e Andrea si siano portati a parlargli.

## Versetto 5
molti verranno nel mio nome, dicendo: Io sono il Cristo, e trarranno molti in inganno.
'Io sono il Cristo', è un'autorivelazione di Gesù che egli compie però per sfatare il mito di quanti, falsi profeti, verranno dopo di lui proclamandosi come sua reincarnazione. Il tema dei falsi profeti, del resto, era stato già affrontato da Giovanni Battista il quale, saputa della predicazione di Gesù, inviò dei suoi messaggeri a controllare chi egli dicesse di essere.

## Versetto 15
Quando dunque vedrete l'abominio della desolazione, di cui parlò il profeta Daniele, stare nel luogo santo - chi legge comprenda 
L'"abominio della desolazione" è alternativamente descritto come il "sacrificio della desolazione" ed è una citazione biblica dal libro di Daniele 11,31, riportata anche in Daniele 12,11.

## Versetto 35
Il cielo e la terra passeranno, ma le mie parole non passeranno..
Le parole di Gesù fanno riferimento alla Bibbia, al libro di Isaia, 51,6:
Alzate al cielo i vostri occhi e guardate la terra di sotto,
poiché i cieli si dissolveranno come fumo,
la terra si logorerà come una veste
e i suoi abitanti moriranno come larve.
Ma la mia salvezza durerà sempre,
la mia giustizia non sarà annientata.

## nell'opera di Bahá'u'lláh
Secondo Bahá'u'lláh, nel suo commento a Matteo 24,29-31 nella sua principale opera teologica, Kitáb-i-Íqán (Il Libro della Certezza), dando spiegazioni dettagliate circa il significato allegorico di ciascuna frase.
"Immediatamente dopo la tribolazione di quei giorni il sole si oscurerà, la luna non darà la sua luce, e le stelle cadranno dal cielo, ed i poteri dei cieli saranno scossi.
E quindi apparirà il segno del Figlio dell'Uomo in cielo; e quindi tutte le tribù della terra piangeranno, e vedranno il Figlio dell'Uomo venire in nubi dal cielo con potere e grande gloria.
Ed egli invierà i suoi angeli con gran suono di tromba."